# Botryllophilus brevipes
Botryllophilus brevipes – gatunek morskiego widłonoga z rodziny Botryllophilidae. Jako pierwszy opisał go w 1909 roku francuski zoolog Ernest Brément. Okazy typowe (4 samice) pozyskano z żachw Amaroucium lacteum wyłowionych z przybrzeżnego mułu w Port-Vendres (południowa Francja), na głębokości około 50 metrów, pod koniec października 1908 roku.